# Waldir Azevedo
Waldir Azevedo (Rio de Janeiro, 27 de janeiro de 1923 — São Paulo, 20 de setembro de 1980) foi músico e compositor brasileiro, mestre do cavaquinho e autor dos choros "Brasileirinho", "Delicado" e "Pedacinhos do Ceu".
Waldir Azevedo foi um pioneiro que retirou o cavaquinho de seu papel de mero acompanhante no choro e o colocou em destaque como instrumento de solo, explorando de forma inédita as potencialidades do instrumento.

## Biografia

Em 1955.

Waldir Azevedo nasceu de família pobre em 1923 na cidade do Rio de Janeiro, no bairro da Piedade, e passou a infância e a adolescência no bairro do Engenho Novo.
Manifestando interesse em música ainda criança, Waldir conseguiu comprar uma flauta transversal aos sete anos de idade, depois de juntar dinheiro capturando passarinhos e vendendo-os.
No carnaval de 1933, aos 10 anos de idade, apresentou-se em público pela primeira vez, como flautista, tocando "Trem Blindado", de João de Barro, no Jardim do Méier.
Já adolescente, conheceu um grupo de amigos que se reunia aos sábados para tocar e, por influência deles, acabou por trocar a flauta pelo bandolim. Pouco tempo depois trocou o bandolim pelo cavaquinho, instrumento que deixou de lado quando o violão elétrico ganhou projeção no Brasil.
Waldir sonhava ser piloto de aviões, mas problemas cardíacos o impediram de realizar seu sonho, e ele acabou empregando-se na companhia elétrica do Rio de Janeiro, a Light, até que em 1945, aos 22 anos, enquanto passava a lua de mel na cidade de Miguel Pereira, recebeu um telefonema de um amigo avisando de uma vaga no grupo de Dilermando Reis, em um programa da Rádio Clube do Brasil. Tocou no grupo durante dois anos, após o que acabou assumindo sua liderança, com a saída de Dilermando em 1947.
Durante a década de 1950 fez grande sucesso com composições como "Brasileirinho", "Pedacinhos do Céu", "Chiquita" e "Vê Se Gostas", e as composições de Waldir o projetaram internacionalmente. Durante 11 anos viajou com seu conjunto por países da América do Sul e Europa, incluindo duas viagens patrocinadas pelo Itamaraty na Caravana da Música Brasileira. Suas composições tiveram gravações no Japão, Alemanha e Estados Unidos, onde Percy Faith e sua orquestra atingiram a marca de um milhão de cópias vendidas com uma gravação de Delicado. Waldir chegou a participar de um programa na BBC de Londres, transmitido para 52 países.
Em 1964, com a morte de sua filha Miriam aos 18 anos, afastou-se da música. Mudou-se para Brasília em 1971, aos 48 anos, onde sofreu um acidente com um cortador de grama. Em razão disso, perdeu seu dedo anular, e foi forçado a ficar sem tocar por um ano e meio. Após cirurgias e fisioterapia, recuperou-se e voltou a gravar.

## Morte
Waldir Azevedo morreu na madrugada de 20 de setembro de 1980 na Beneficência Portuguesa de São Paulo em decorrência de um aneurisma da aorta abdominal, poucos dias antes de começar as gravações de um novo álbum — meticuloso, Waldir ainda deixou instruções para os músicos gravadas em fita cassete. Ele tinha 57 anos.

## Composições mais famosas
- Maresias bela vista
- A tuba do vovô
- A voz do cavaquinho
- Alvoroço
- Amigos do samba
- Arrasta-pé
- Baião do neném (com Paulo Jorge)
- Balada oriental
- Bo bo bom
- Brasileirinho
- Brincando com o cavaquinho
- Cachopa no frevo
- Camundongo (com Risadinha do Pandeiro)
- Carioquinha
- Cavaquinho seresteiro
- Cinco malucos
- Chiquita
- Chorando escondido
- Chorando calado
- Choro doido
- Choro novo em dó
- Colibri
- Contando tempo
- Contraste (com Hamilton Costa)
- Conversa fiada (com Jorge Santos)
- Dançando em Brasília
- Delicado
- Dobrado, embrulhado e amarrado
- Dois bicudos não se beijam
- Flor do cerrado
- Frevo da lira (com Luiz Lira)
- Guarânia sertaneja
- Já é demais (com Jorge Santos)
- Jogadinho
- Lamento de um cavaquinho
- Lembrando Chopin (com Hamilton Costa)
- Longe de você
- Luz e sombra
- Madrigal
- Mágoas de um cavaquinho (com Fernando Ribeiro)
- Marcha da espera
- Melodia do céu
- Mengo (com Edinho)
- Meu prelúdio
- Minhas mãos, meu Cavaquinho
- Minimelodia
- Moderado
- Mr. Downey
- Nosso amor
- Para dançar
- Paulistinha
- Pedacinho do Céu
- Piccina mia
- Pirilampo
- Pois não
- Queira-me bem
- Quitandinha (com Salvador Miceli)
- Riso de criança
- Sem pretensões
- Sentimento chinês
- Só nostalgia
- Só para dois
- Sonho de criança
- Tema nº 1
- Tempo de criança
- Tic-tac
- Tio Sam
- Turinha
- Uma saudade
- Vê se gostas
- Veraneando
- Você
- Você, carinho e amor
- Voo do marimbondo
- Waldirizando

## Discografia
- Carioquinha/Brasileirinho (1949) Continental 78
- Cinco malucos/O que é que há (1950) Continental 78
- Quitandinha/Vai por mim (1950) Continental 78
- Delicado/Vê se gostas (1950) Continental 78
- Pisa mansinho/Pedacinho do céu (1951) Continental 78
- Jalousie/Camundongo (1951) Continental 78
- Paulistinha/Cachopa no frevo (1951) Continental 78
- Mágoas de um cavaquinho/Chiquita (1952) Continental 78
- Vai levando/Mengo (1952) Continental 78
- Colibri/Luz e sombra (1952) Continental 78
- Brincando com o cavaquinho/Dezoito quilates (1953) Continental 78
- Voo do marimbondo/Ava Maria com prelúdio (1953) Continental 78
- Pergunte para mamãe/Piccina mia (1953) Continental 78
- Tic-tac/Queira-me bem (1953) Continental 78
- Já é demais/Amigo do rei (1954) Continental 78
- Dobrado, embrulhado e amarrado (c/sua banda)/Você (c/seu conjunto) (1954) Continental 78
- Pretenda/Quando eu danço com você (1954) Continental 78
- Tio Sam/Madrigal (1954) Todamérica 78
- Na baixa do sapateiro/Amigos do samba (1955) Continental 78
- Meu sonho/Conversa fiada (1955) Continental 78
- Pirilampo/Baião do neném (1955) Continental 78
- Para dançar/Nosso amor (1956) Continental 78
- Serra da boa esperança-Rancho fundo-Favela/Veraneando (1957) Continental 78
- Evocação/Vai com jeito (1957) Continental 78
- Cavaquinho maravilhoso (1957) Continental LP
- Luar de Paquetá/Sentimento chinês (1958) Continental 78
- Sonho de criança/Tempo de criança (1958) Continental 78
- O apito no samba/Mr. Downey (1958) Todamérica 78
- Um cavaquinho me disse (1958) Continental LP
- Se você soubesse/Dançando em Brasília (1959) Continental 78
- Um cavaquinho na society (1959) Continental LP
- Contando tempo/Catete (1960) Continental 78
- Souvenir do carnaval (1960) Continental LP
- Jogadinho/Você, carinho e amor (1961) Continental 78
- Balada de Bat Masterson/Greenfields (1961) Continental 78
- Yellow bird/Bo bo bom (1961) Continental 78
- Moendo café/A tuba do vovô (1961) Continental 78
- Waldirizando (1961) Continental LP
- Dois abraços/Pepito (1962) Continental 78
- Rancho das flores/Saudade da serra (1962) Continental 78
- Tico-tico no fubá/A nega se vingou (1962) Continental 78
- Suave é a noite/Café a la italiana (1962) Continental 78
- Dois bicudos não se beijam. Poly e Waldir Azevedo (1962) Continental LP
- Esperanza/Na cadência do samba (1963) Continental 78
- Telstar/O passo do elefantinho (1963) Continental 78
- Pois não/Meu prelúdio (1963) Continental 78
- Longe de você (1963) Continental LP
- Delicado (1967) London/Odeon LP
- Melodia do céu (1975) Replay/Continental LP
- Minhas mãos, meu cavaquinho (1976) Musicolor/Continental LP
- Waldir Azevedo (1977) Continental LP
- Lamento de um cavaquinho (1978) Continental LP
- Waldir Azevedo ao vivo (1979) Continental LP
- Delicado (1995) EMI CD
- Dois bicudos não se beijam (1995) Continental CD
- Meus momentos (1996) EMI CD